# Droste-Hülshoff-Gymnasium Freiburg
Das Droste-Hülshoff-Gymnasium Freiburg (DHG Freiburg), Schule in öffentlicher Trägerschaft, ist ein allgemeinbildendes Gymnasium in Herdern, einem Stadtteil von Freiburg im Breisgau. Sie hat ein sprachliches, ein künstlerisches und ein naturwissenschaftliches Profil.

## Geschichte
Das Droste-Hülshoff-Gymnasium Freiburg entstand als Reaktion auf die schulische Raumnot nach Ende des Zweiten Weltkriegs: Beim Bombenangriff auf Freiburg am 27. November 1944 wurden zahlreiche Schulgebäude schwer beschädigt oder waren wie das Berthold-Gymnasium (BG) gegenüber dem Freiburger Stadttheater ganz von der Bildfläche verschwunden. Nur die Gebäude des Katholischen Instituts in der Eisenbahnstraße und das des Friedrich-Gymnasiums (FG) am heutigen Heinrich-Rosenberg-Platz blieben verschont.
Deshalb wurde durch einen Erlass des Badischen Unterrichtsministeriums 1946 die Mädchen-Oberrealschule zweigeteilt: Während der eine Teil der Schülerinnen im Katholischen Institut (dem heutigen St.-Ursula-Gymnasium) verblieb, zog die neue „Mädchen-Oberrealschule II“ in die Räumlichkeiten des neu benannten „Gymnasiums Freiburg“, Dort wurden die Schüler der beiden humanistischen Gymnasien (BG und FG), der beiden Knaben-Oberrealschulen (ab 1948: Rotteck- und Kepler-Gymnasium) und die Schülerinnen der „Mädchen-Oberrealschule II“ in drei Tagesschichten unterrichtet.
Im Herbst 1948 entschied das noch junge Kultusministerium, die Freiburger Schullandschaft neu zu strukturieren: Das humanistische „Gymnasium Freiburg“ wurde in Berthold-Gymnasium umgetauft. Das Friedrichs-Gymnasium existierte offiziell nicht mehr. Die bisherigen Oberrealschulen hießen von nun an Gymnasien. Die „Mädchen-Oberrealschule II“ erhielt am 28. September 1948 den heutigen Namen Droste-Hülshoff-Gymnasium, nach der deutschen Dichterin Annette von Droste-Hülshoff.
Aufgrund der zunehmend prekären Raumsituation entschied sich die Stadt Freiburg, das „Gymnasium Freiburg“ in zwei humanistische Gymnasien aufzuspalten und für das Berthold-Gymnasium einen Neubau unterhalb des Hirzbergs im Freiburger Osten zu errichten, welcher 1958 bezogen werden konnte. Da das Schulhaus am Ludwig-Aschoff-Platz für das ab 1965 wieder eigenständige Friedrich-Gymnasium vorgesehen war, wurde 1962 ein Architekturwettbewerb für einen Neubau im Herderner Musikerviertel ausgeschrieben, welchen im Frühjahr 1963 das Stuttgarter Architekturbüro Behnisch & Partner gewann. Dieses Architekturbüro wurde in den Folgejahren 1967–1972 durch den Bau des Olympiastadions München bekannt. Mit Bezug des neuen Schulgebäudes wurde zum Schuljahr 1966/67 die Koedukation eingeführt.
Das DHG ist seit 2010 anerkannte UNESCO-Projektschule und damit Mitglied im ASPnet, dem weltweiten Schulnetzwerk der UNESCO.

## Schulgebäude

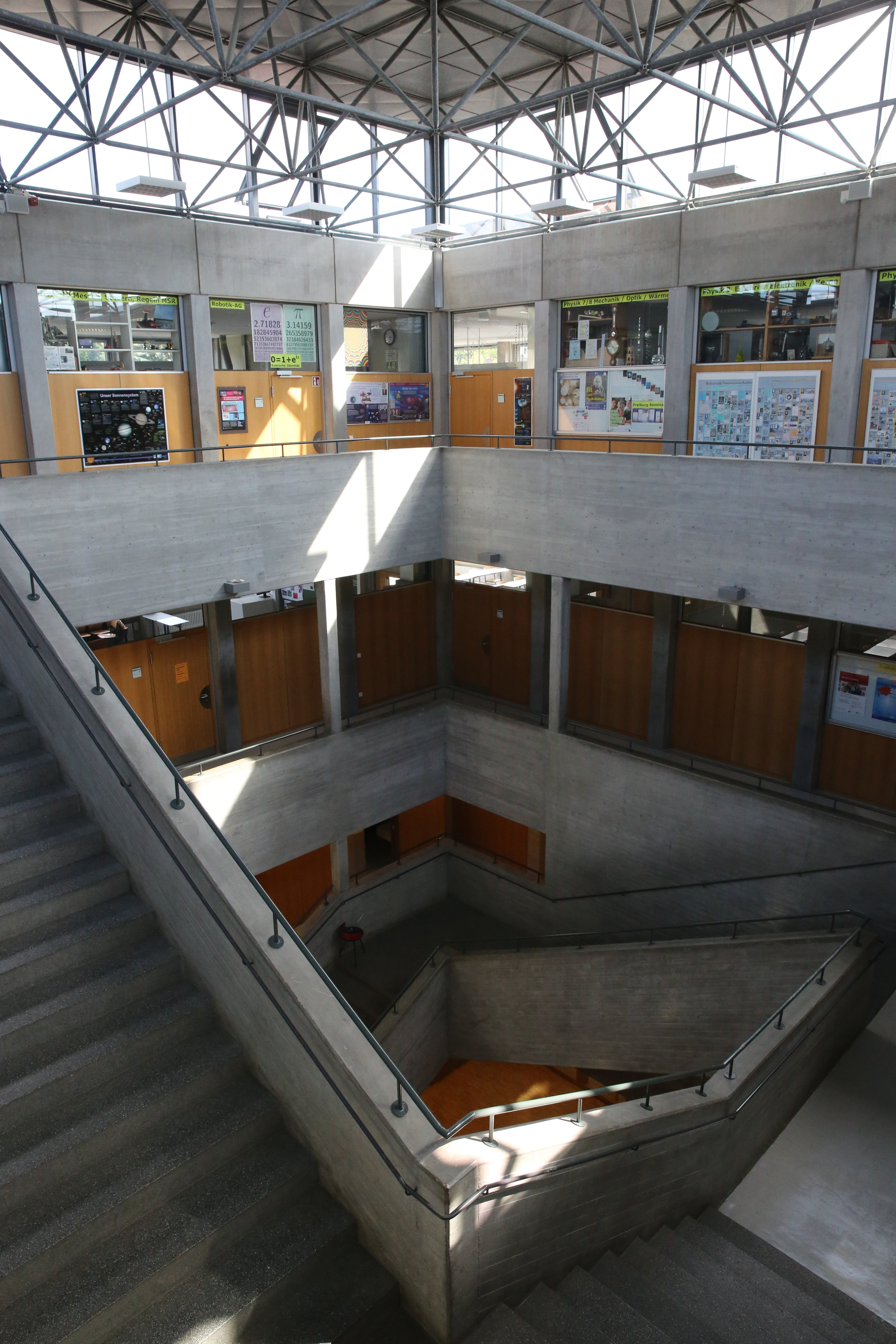
Droste-Hülshoff-Gymnasium Freiburg, A-Trakt, Treppengang

Das Demokratieverständnis der jungen Republik sollte sich in der Architektur widerspiegeln: Der Schulbau wurde als Komposition dreier verschieden hoher Baukörper mit gleicher quadratischer Grundfläche geplant und errichtet, welche sich im Schul-Logo widerspiegelt. Im Sinne einer offenen Gesellschaft sind in jedem dieser drei Gebäudetrakte die Klassenräume um eine von allen Schülern und Lehrern gleichermaßen als Verkehrsweg genutzte zentrale Halle gruppiert, von oben durch MERO-Raumtragwerke überspannt und durch Fensterbänder belichtet. Die viergeschossige Halle (A-Trakt) dient als Hauptverteiler, die zweigeschossige (B-Trakt) als Veranstaltungsort für Schulfeste, die eingeschossige (C-Trakt) als Werkhalle und in Verbindung mit dem angrenzenden Musiksaal als Aula. Den drei Gebäuden liegt ein strenges Raster von 2,5 m × 2,5 m zugrunde, das sich nicht nur durch seine 1.550 Betonfertigteile, sondern auch durch die hölzernen Wandeinbauten auszeichnet. Die Bauarbeiten begannen im Frühjahr 1965. Nach knapp zwei Jahren Bauzeit bezog das DHG das neue Gebäude am 1. Dezember 1966. Die offizielle Neueröffnung erfolgte am 17. März 1967.
Von 2006 bis 2009 wurde das Gebäude generalsaniert.

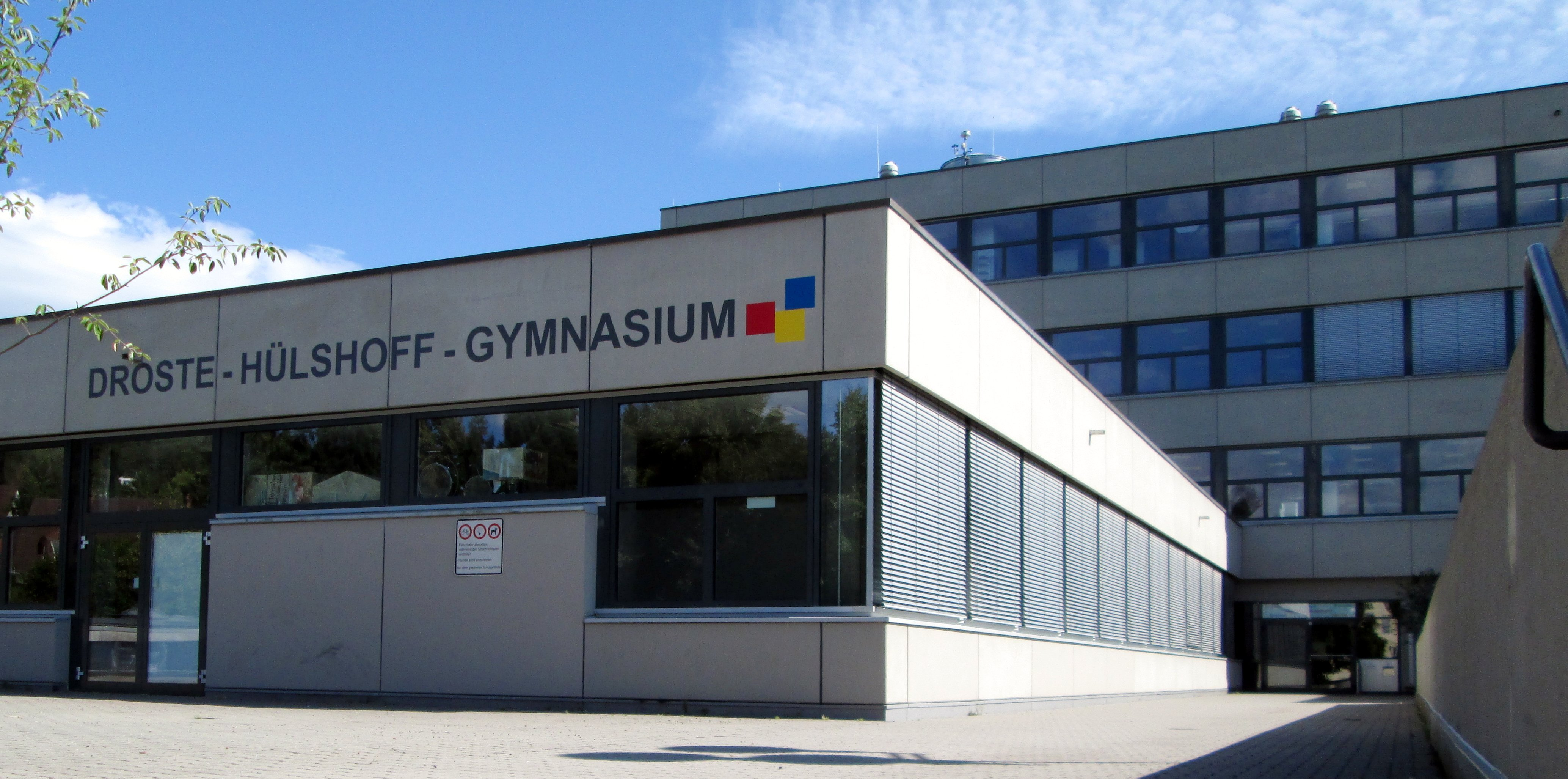
Droste-Hülshoff-Gymnasium Freiburg, Eingang, Brucknerstraße
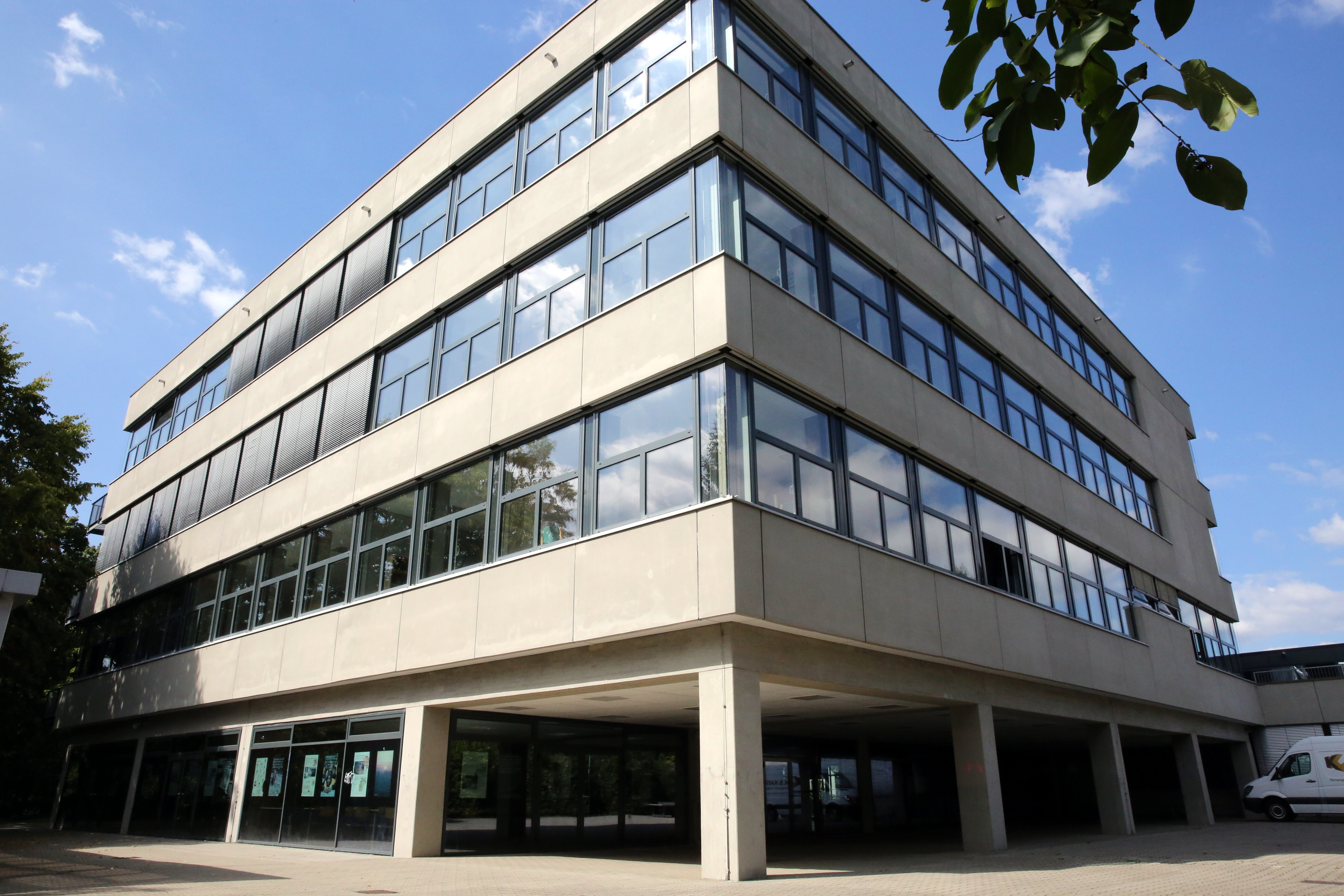
Droste-Hülshoff-Gymnasium Freiburg, Schulhof, A-Trakt
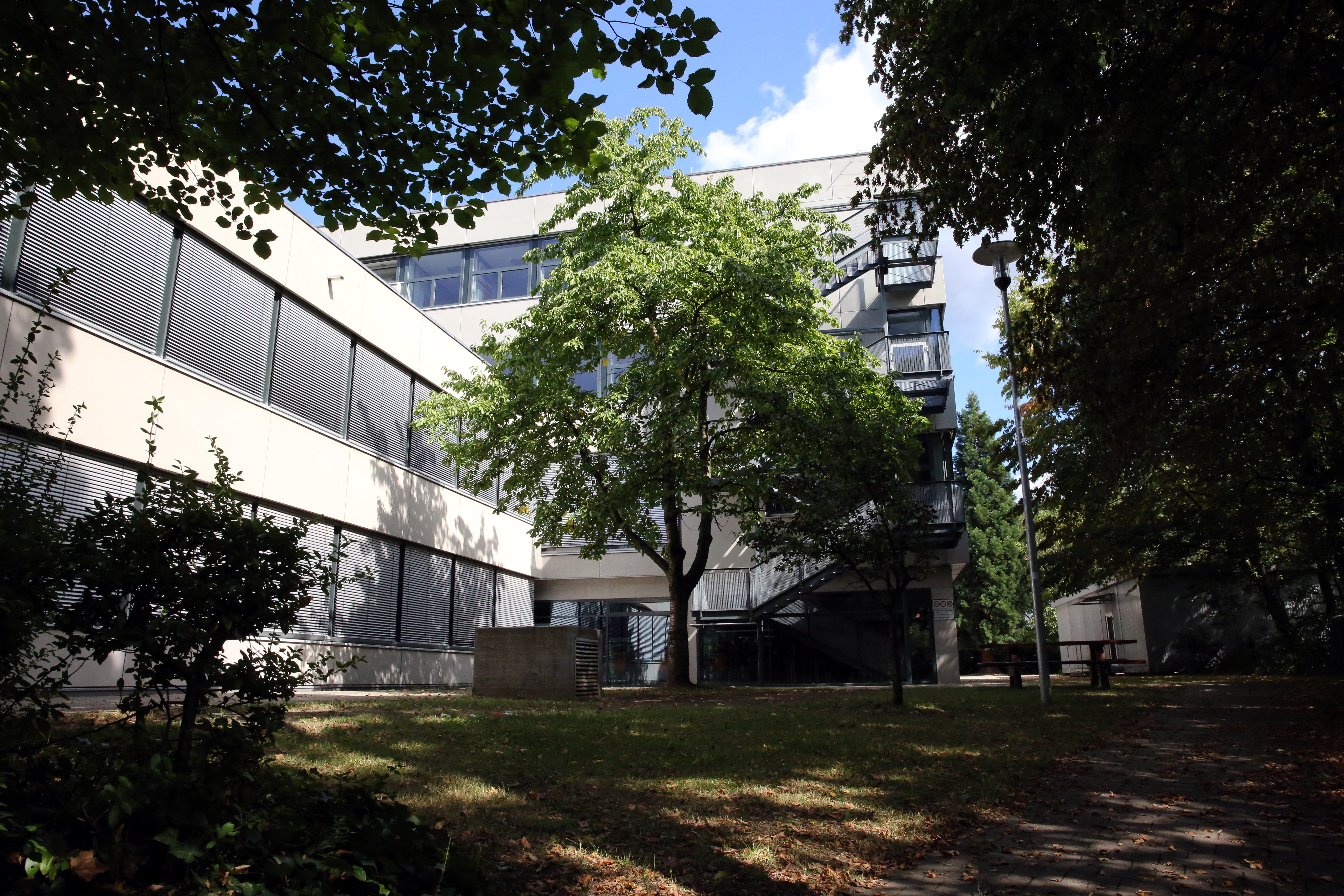
Droste-Hülshoff-Gymnasium Freiburg, Schulhof, B-Trakt
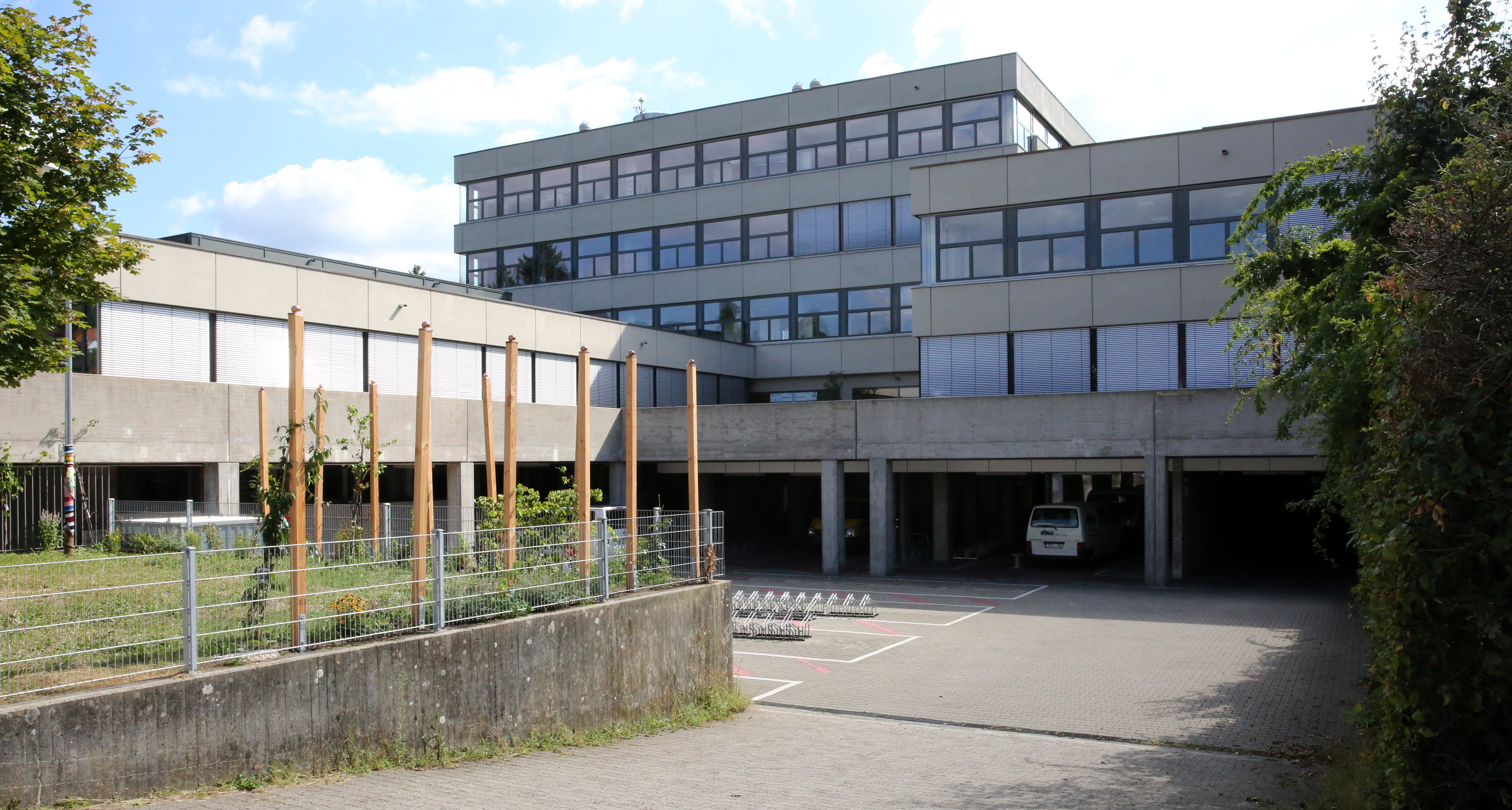
Droste-Hülshoff-Gymnasium Freiburg, Fahrradkeller, Tiefgarage

## Fachprofile

Droste-Hülshoff-Gymnasium Freiburg, Fachprofile

Alle Schülerinnen und Schüler lernen bis zur Klasse 10 zwei Fremdsprachen: Auf die erste Fremdsprache Englisch folgt in Klasse 6 Französisch oder Latein. Es werden drei Fachprofile angeboten:

### Sprachliches Profil
Im sprachlichen Profil tritt ab Klasse 8 Italienisch als dritte Fremdsprache hinzu. In der Kursstufe kann Italienisch bis zum Abitur vierstündig weitergelernt werden. Zur Intensivierung der Sprachpraxis finden Schüleraustausche mit Partnerschulen in Italien, Frankreich bzw. der französischen Schweiz statt.

### Naturwissenschaftliches Profil
Im naturwissenschaftlichen Profil tritt zu Biologie, Physik und Chemie ab Klasse 8 das Kernfach Naturwissenschaft und Technik hinzu. Besonders interessierte Schüler können das Freiburg-Seminar für Mathematik und Naturwissenschaften besuchen, ein Schülerstudium beginnen und an Wettbewerben teilnehmen.

### Künstlerisches Profil
Die Aufnahme ins künstlerische Profil (ab Klasse 5) ist von einer Zugangsprüfung abhängig. Am Ende der Klasse 7 ist ein Wechsel in eines der beiden anderen Profile möglich. Ab Klasse 8 ist Bildende Kunst Kernfach und kann in der Kursstufe als Profil- oder Neigungsfach gewählt werden.

## Schulprofil
Seit 2010 ist das Droste-Hülshoff-Gymnasium anerkanntes Mitglied der UNESCO-Projektschulen. Diese verpflichten sich, die UNESCO-Grundsätze Bildung für nachhaltige Entwicklung, Frieden und globales Miteinander in allen schulischen und außerschulischen Bereichen aktiv zu unterstützen. Dies spiegelt sich in den vier Säulen des Schulleitbildes wider: 

Droste-Hülshoff-Gymnasium Freiburg, Schulleitbild

### Demokratie leben und lernen (Soziale Projekte)

#### Verankerung im Unterricht: Sozialcurriculum
An der Schule ist das Sozialcurriculum in allen Klassen der Sekundarstufe I fest verankert.
In der Klasse 5 bis 10 gibt es jede Woche eine Unterrichtsstunde den Klassenrat. In der Klasse 5–7 wird das Lions-Quest-Programm 1 „Erwachsen werden“ absolviert. In Klasse 6 verreisen die Schüler ins Schullandheim mit erlebnispädagogischem Schwerpunkt. In der 7. Klasse gibt es während des gesamten Schuljahres das erlebnispädagogische Konzept  „Welle“. In Klasse 8 wird eine erneute Reise ins Schullandheims in Südtirol vorbereitet, welche zu Beginn der Klasse 9 stattfindet. Ziel ist dort die Vorbereitung des  Berufsorientierungspraktikum (BoGy). In Klasse 9–10 findet das Lions-Quest-Programm 2 „Erwachsen handeln“ statt. In Klasse 10 findet ein zweiwöchiges Sozialpraktikum statt.

#### Schülerinitiativen in Schüler-Eigenverantwortung
Die Schülervertretung (SMV) besteht aus den Schul-, Stufen- und Klassensprechern. Der Schulsanitätsdienst wird von der Johanniter-Jugend ausgebildet. Die Streitschlichter werden von den  Beratungslehrer und Schulsozialarbeiter ausgebildet. Die  Schülermentoren Medien vermitteln die Chancen, Risiken und den kompetenten Umgang mit digitalen Medien und Soziale Netzen.
Die Schülerpaten sind Schüler der Klassen 10 und 11, die als feste Ansprechpartner für die Schüler der Klassen 5 und 6 dienen. Im Projekt „Schüler helfen Schülern“ wird kostengünstiger Nachhilfeunterricht durch Mitschüler vermittelt und durchgeführt; finanziell unterstützt wird es vom Förderverein der Schule. Das „C-Team“ ist eine Schülerfirma, die seit 2004 die Schulverpflegung (Mittagessen, Kiosk, Catering bei Veranstaltungen) eigenverantwortlich organisiert und durchführt. Die Musik-, Sozial-, Medien- und Sportmentoren sind Schüler, die nach einer halbjährigen Mentorenausbildung  als Jugendbegleiter vertraglich ehrenamtlich angestellt werden und den Großteil der ca. 40 Arbeitsgemeinschaften leiten.

### Kultur erfahren und gestalten (Musisch-künstlerische Projekte)

#### Schwerpunkt Musik
Zum Schwerpunkt Musik gehören das Schulorchester, der Chor der Unterstufe, der Chor der Mittel- und Oberstufe, die Arbeitsgemeinschaft Rhythmus, die Jazz-Band sowie das Rock & Jazz-Combo.

#### Schwerpunkt Theater
Zum Schwerpunkt Theater gehören das Theater der Unterstufe, das Theater der Mittelstufe, das Theater der Oberstufe sowie die Arbeitsgemeinschaft Technik. Nach über dreißig Jahren Theaterarbeit wurde 2010 der Modellversuch eines neuen Oberstufenkurses Literatur und Theater gestartet und bis jetzt erfolgreich durchgeführt.

### Menschen in der einen Welt begegnen (Globale Projekte)

#### UNESCO und COMENIUS
Die UNESCO-AG trifft sich regelmäßig und gestaltet Informationsmaterial und -aktionen zu den UNESCO-Zielen. Alle zwei Jahre finden die Internationalen Projekttage der deutschen UNESCO-Schulen zu globalen, nachhaltigen Themen statt. Schülerseminare und Sommercamps des UNESCO-Schulnetzwerks bieten Schülern die Gelegenheit, Kontakte zu knüpfen, Neues zu erfahren und Ideen auszutauschen. Tagungen und Fortbildungen für Lehrer des UNESCO-Schulnetzwerks dienen dem Austausch von Ideen und Impulsen für die Arbeit vor Ort. Innerhalb des europäischen COMENIUS-Programms erarbeiten Schüler in Kooperation mit Schulen aus Nachbarländern Aktionen und Projekte.
Im Rahmen der Bildungsoffensive Bildung für nachhaltige Entwicklung wurden während der UN-Weltdecade 2005–2014 in dieser Kooperation konkrete Handlungs- und Durchführungsvorschläge zur Förderung nachhaltigen Handelns an Schulen in den Bereichen Ernährung, Umwelt, Energie und Mobilität durchgeführt und in einem Handbuch für andere Schulen frei verfügbar gemacht. Die Projekte sind in der europäischen Produkt- und Ereignisdatenbank „European Shared Treasure“ dokumentiert.

#### Partnerschulen in Nicaragua, Uganda und USA
Das Droste-Hülshoff-Gymnasium unterhält Schulpartnerschaften mit:
 Wiwilí, Nicaragua: Escuela Rosendo Pinell, San Juan de Cachaguita
Seit 1993 unterstützt das Droste-Hülshoff-Gymnasium Bildungsprojekte in Wiwilí, Nicaragua, der Partnerstadt Freiburgs. Im Rahmen einer Jugendbegegnung fand 2008 ein gegenseitiger Schülerbesuch statt. Über mehrere Jahre hinweg wurden die Lehrergehälter der Schule in San Juan de Cachaguita, Wiwili und der Neubau Escuela Rosendo Pinell von der Schulgemeinschaft des DHG finanziert, der 2014 eröffnet werden konnte.
 Makondo, Uganda: St. Denis Makondo Senior Secondary School
Seit 2000 pflegt das Droste-Hülshoff-Gymnasium eine Partnerschaft mit der St. Denis Makondo Senior Secondary School in der Nähe des Victoriasees, Uganda. Mit finanzieller Unterstützung der Schulgemeinschaft des DHG wurden Schulbücher angeschafft, die Renovierung des Schulgebäudes unterstützt und einigen AIDS-Waisen ermöglicht, ihre Ausbildung an der Schule abzuschließen.
 St. Johnsbury, Vermont, Vereinigte Staaten: St. Johnsbury Academy 
2017 wurde mit einem gemeinsamen Forschungsprojekt ein Austauschprogramm mit der St. Johnsbury Academy in Vermont, USA initiiert.

### Natur verstehen und bewahren (Umweltprojekte)

#### Klimaschutzverein und Umweltschutz-AG
In den Jahren 2005, 2008 und 2011 wurden – durch Sponsoren-Sporttage der Schüler finanziert und unter Mitarbeit von Schülern, Eltern und Lehrern – drei Photovoltaikanlagen auf dem Dach des Droste-Hülshoff-Gymnasiums installiert. Als Betreiber fungiert der 2005 gegründete Klimaschutzverein, der von Eltern, Lehrern und ehemaligen Schülern getragen wird. Ziel des Klimaschutzvereins ist die Förderung des Umwelt- und Klimaschutzes im Rahmen der schulischen Ausbildung, d. h. die Vermittlung ökologischer Zusammenhänge und die Stärkung des Umweltbewusstsein der Schüler.
In einer Umweltschutz-AG werden Themen wie Klimawandel, Energiesparen, Mülltrennung und Konsumverhalten behandelt und durch mehrere Aktionen und Projekte weitervermittelt.

#### Schülerhaushalt Bienenstöcke und Imker-AG
Im Jahr 2015 entschied sich die Schülerschaft, den von Stadt und Schule paritätisch zur Verfügung gestellten Schülerhaushalt in die Anschaffung von zwei Bienenvölkern zu investieren. Zum Unterhalt hat sich eine Imker-AG gegründet.

### Weitere außerunterrichtliche Angebote und Projekte

#### Sportliche Arbeitsgemeinschaften und Droste-Running-Team
Von den ca. 40 angebotenen Arbeitsgemeinschaften fallen die Hälfte in den sportlichen Bereich. Die überwiegende Zahl wird von Schülermentoren geleitet, die als ehrenamtliche Jugendbegleiter ausgebildet und angestellt sind. Aus der Ausdauer- und Lauf-AG wurde 2007 der eingetragene Verein Droste-Running-Team e. V., der regelmäßige Trainingstermine und -camps organisiert und veranstaltet.
Das Droste Running Team nimmt regelmäßig beim Freiburg Marathon, dem internationalen Schluchseelauf und der Freiburger LaufNacht (Freiburger Schulmeisterschaften) teil.

## Persönlichkeiten

### Schulleiter
- 1946–1953: Josef Longerich
- 1953–1964: Friedrich Greiner
- 1964–1970: Oskar Ketterer
- 1970–1991 (ab 1975 geschäftsführend): Aloys Klocke (* 1928)[32]
- 1991–1992: Manfred Schnopp
- 1992–2010: Bernward Monzel[33]
- 2010–heute: Martin Rupp[34]

### Bekannte Lehrer
- Wolfgang Hug (1931–2018): deutscher Historiker und Geschichtsdidaktiker
- Margit Fischbach (* 1949): Gründerin der Zentrale für Unterrichtsmedien im Internet e. V.

### Bekannte Schüler
- Ingeborg Schäuble (* 1943; gebürtig Ingeborg Hensle): Volkswirtin und von 1996 bis 2008 Vorstandsvorsitzende der Welthungerhilfe
- Hans-Peter Fischer (* 1961): röm.-kath. Priester und Theologe
- Hagen Rether (* 1969): Kabarettist
- Lilian Franck (* 1971): Regisseurin und Filmproduzentin
- Jonas Winterhalter (* 1985): Jazzmusiker und Orchesterleiter
- Bahar Kizil (* 1988): Sängerin, Songschreiberin und Tänzerin
- Tonio Schneider (* 1991): Schauspieler
- Sarah Buchholzer (* 2000): Schauspielerin

## Anbindung
An der Bushaltestelle Richard-Strauss-Straße in ca. 200 Metern Entfernung fährt die Linie 27 zum Europaplatz. Die Haltestelle Okenstraße der Straßenbahnlinie 3 befindet sich ca. 10 Gehminuten entfernt. Dort befindet sich auch die Station Händelstraße des Fahrradverleihsystems Frelo.